# MAC-50
Die MAC-50 (auch als MAS-50 bekannt) war lange Jahre die Standardpistole der französischen Streitkräfte. Sie wurde von den staatlichen Arsenalen in Châtellerault und Saint-Étienne hergestellt.

## Geschichte und Verwendung
Nach dem Zweiten Weltkrieg entschloss sich das französische Militär, eine neue Dienstpistole entwerfen zu lassen. Die bisherigen Kurzwaffen aus einheimischer Fertigung hatten sich als zu leistungsschwach erwiesen, weshalb ein 9-mm-Kaliber eingeführt wurde. Als Grundlage wurde die Selbstladepistole Modell 1935A gewählt, deren Verschluss für die bisherige Patrone überdimensioniert war, dadurch aber genügend Sicherheitsreserven für die 9-mm-Parabellum bot.
Die Pistole gehörte ab 1950 zur Ausrüstung der Armee und wurde ab 1987 durch die Beretta 92 abgelöst, die in Frankreich als PA MAS G1 in Lizenz gefertigt wird. Zuletzt noch bei der Gendarmerie nationale verwendet, wurde sie dort durch die SIG SP 2022 ersetzt.
Je nach Fertigungsstätte erhielt die Pistole die Bezeichnung MAC-50 (für Châtellerault) oder MAS-50 (für Saint-Étienne). MAC baute bis Juni 1963 221.900 Stück, anschließend übernahm MAS die Produktion und baute bis April 1978 noch einmal 120.000 MAS-50. Den eingestanzten Seriennummern der Waffen wurden bei MAC die Buchstaben „A“ bis „W“ vorangestellt, bei MAS waren es „FG“ und „FH“.

## Eigenschaften
Die MAC/MAS Modell 1950 verschießt die NATO-Standardpatrone 9 × 19 mm. Die Waffe verfügt über eine Verriegelung nach dem Browning-System mit abkippendem Lauf und zwei Verriegelungskämmen auf der Laufoberseite und einen Direkt-Abzug. Im Aufbau ähnelt die MAC-50 dem Colt M1911 und ist entsprechend robust. Der Sicherungshebel legt nur den Schlagbolzen fest, ein Entspannhebel ist nicht vorhanden. Das Magazin ist einreihig und fasst neun Patronen.